# Flet's phone
 (octobre 2024).
Si vous disposez d'ouvrages ou d'articles de référence ou si vous connaissez des sites web de qualité traitant du thème abordé ici, merci de compléter l'article en donnant les références utiles à sa vérifiabilité et en les liant à la section « Notes et références ».
Le Flet’s Phone est un visiophone triple play fonctionnant sur IPv6. Il a été commercialisé par NTT en 2004 au Japon.
Son écran peut afficher pages Web et courriels ou encore servir de visiophone ou de téléviseur recevant de la vidéo en streaming. Il est commercialisé en tant que service dans des packs forfaits haut-débit (ADSL ou « fibre optique jusqu’à l’abonné ») de NTT.
L'écran est tactile de type LCD à matrice active, VGA d'une résolution 640×480, de 8 pouces environ de diagonale. Le capteur d’image a une résolution de 300 000 pixels. Deux haut-parleurs sont inclus.
Le service de visiophonie n’est disponible qu'à travers l'IPv6 de NTT (le Flet’s Net).
Dans sa version VP1000, Flet's Phone utilise le navigateur NetFront